# One North Pennsylvania
El One North Pennsylvania, anteriormente conocido como Odd Fellows Building, es un edificio neoclásico de gran altura en la ciudad de Indianápolis, la capital del estado de Indiana (Estados Unidos). Fue terminado en 1908 y tiene 16 pisos. Se utiliza principalmente para oficinas.
Loftus Robinson LLC, con sede en Indianápolis, cerró el edificio el 24 de marzo de 2017, procedente de Naya USA Investment & Management LLC, con sede en Hollywood, en el estado de Florida. Loftus Robinson planea renovar el exterior y el interior del edificio con la ayuda de créditos fiscales federales históricos.